# Nordnet
Nordnet AB är en digital bank för sparande och investeringar som finns i Sverige, Norge, Danmark och Finland. Bolaget grundades 1996 som en av Sveriges första internetmäklare och har senare utökat verksamheten till att även omfatta bank- och pensionstjänster. Nordnet delar in affärsverksamheten i tre områden: sparande och investeringar, pension och lån. 
Vid utgången av december 2021 hade Nordnet 1 601 000 aktiva kunder med ett samlat sparkapital om 802 miljarder SEK. I april 2020 passerades milstolpen en miljon kunder. Nordnets huvudkontor ligger på Alströmergatan 39 på Kungsholmen i Stockholm. Bolaget har även lokala kontor i Oslo, Helsingfors och Köpenhamn som har hand om bland annat kundservice och marknadsföring på respektive marknad.
Moderbolaget Nordnet AB (publ) var börsnoterat på Nasdaq OMX Stockholms Mid Cap-lista från april 2000 till och med februari 2017. Sedan juni 2019 har Nordnet en så kallad AT1-obligation noterad på Nasdaq Stockholm. Den 25 november 2020 åternoterades Nordnet på Nasdaq OMS Stockholms huvudlista under kortnummer SAVE med en värdering på 24 miljarder kronor i en börsnotering som var kraftigt övertecknad.

## Historia
Nordnet grundades som en bifirma till E. Öhman J:or Fondkommission AB år 1996. Bolaget var då en av de första aktörerna i Sverige inom aktiehandel på internet. Nordnet växte och 1999 påbörjades en internationell expansion då verksamhet lanserades i Luxemburg genom bolaget Eurotrade. I februari 2001 startades verksamhet i Norge och i maj samma år även i Danmark.
I oktober 2001 gick Nordnet samman med den svenska nätmäklaren Teletrade. Teletrade hade sedan starten 1997 vuxit både organiskt och genom förvärv, och var tillsammans med Nordnet en av Sveriges största nätmäklare. Genom samgåendet skapades en av Nordens största nätmäklare.
Under kommande år växte Nordnet både organiskt och genom förvärv. År 2004 förvärvades den norska internetmäklaren Stocknet, vilket gav bolaget en ledande position bland nätaktörerna i Norge. Genom förvärvet fick man även verksamhet i Tyskland. År 2005 startades verksamhet i Finland, men det var först genom förvärvet av landets största internetmäklare eQ år 2009 som man intog en framträdande position på marknaden. Verksamheterna i Tyskland och Luxemburg avyttrades år 2010.
Nordnet började successivt bredda sitt utbud till att omfatta fler tjänster än värdepappershandel på internet. Under 2005 lanserades pensionstjänster till privatpersoner, och 2006 även tjänstepensionslösningar. År 2007 släppte man de första banktjänsterna på den svenska marknaden. År 2010 förvärvades även privatlåneföretaget Konsumentkredit som ett led i en fortsatt satsning på banktjänster. Samma år lanserade Nordnet den första nordiska mobilappen för banktjänster.
I juni år 2013 köpte Nordnet majoriteten av det sociala investeringsnätverket Shareville.
I november 2015 tilldelades Nordnet i Sverige titeln "Branschbäst" i den årliga rankingen av Sveriges bästa arbetsgivare, utförd av varumärkesföretaget Universum.
I april 2016 lanserade Nordnet bolån på den svenska marknaden, inriktat mot private banking-kunder.
Öhmangruppen och Nordic Capital lämnade den 25 oktober 2016 ett offentligt uppköpserbjudande till aktieägarna i Nordnet att förvärva samtliga aktier i Nordnet. Den 17 februari avnoterades Nordnetaktien från Nasdaq OMX Stockholm.
Under 2017 blev Nordnet första svenska bank att erbjuda direktinsättningar via Swish. Andra exempel på lanseringar från perioden 2017–2018 är courtagefri handel i börshandlade produkter, breddat erbjudande inom bolån, ny mobilapplikation, aktielåneprogram och digitala rådgivningstjänster.

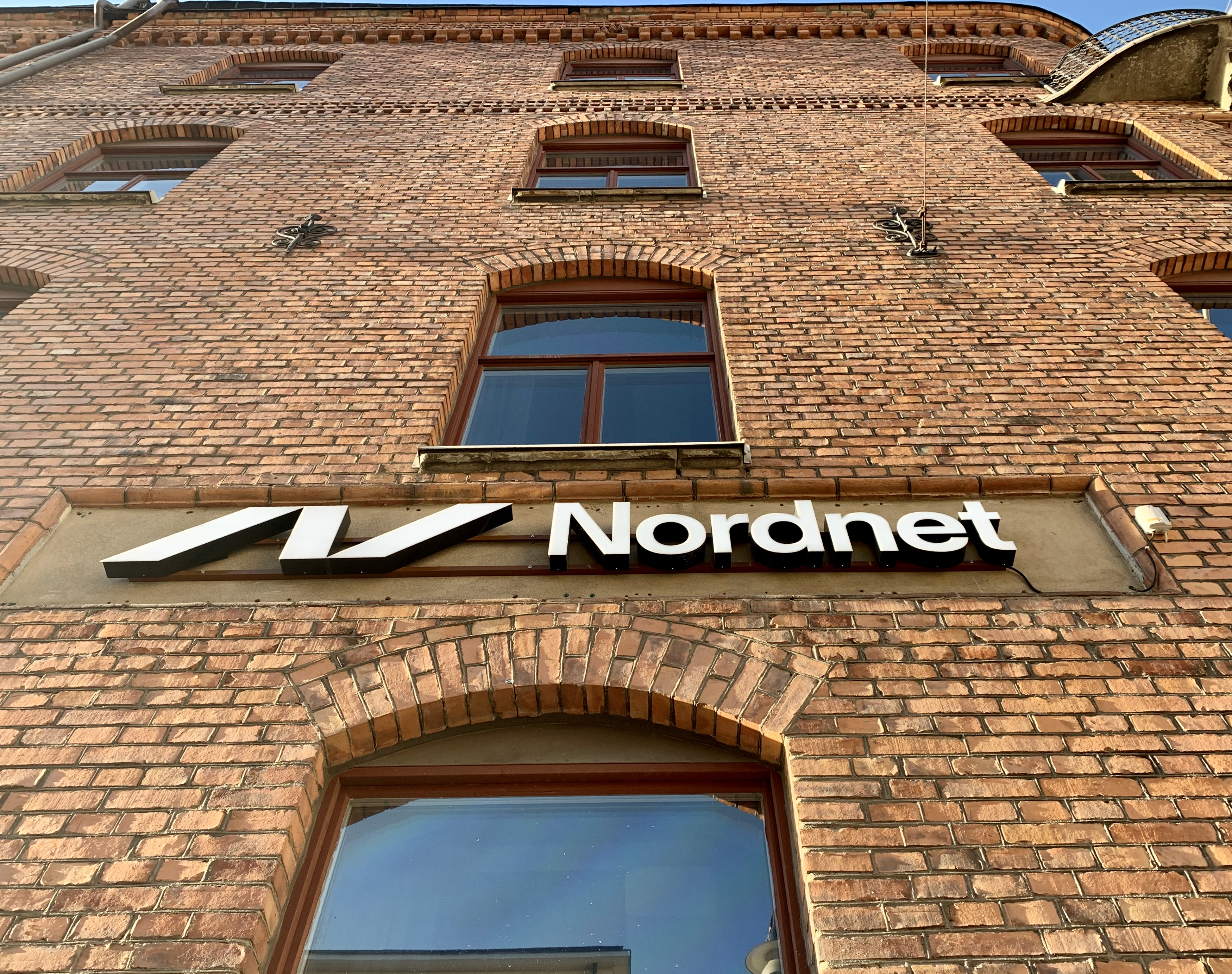
Nordnets huvudkontor, Alströmergatan 39 Stockholm

I december 2017 utsågs Nordnet till årets bank av Privata Affärer. I sitt beslut lade juryn vikt vid ett stort antal produktlanseringar under året och den höga utvecklingstakt som finns på Nordnet. Året därpå, fick Nordnet utmärkelsen "Årets Sparinnovation" av Privata Affärer för det aktielåneprogram som Nordnet lanserade hösten 2018.
Innan årsskiftet 2019 meddelade Nordnet att bolaget förvärvar den norska banken Netfonds, med vilket man ämnar bilda Norges ledande digitala bank inom sparande och investeringar.
Sedan juni 2019 har Nordnet en så kallad AT1-obligation noterad på Nasdaq Stockholm.
Under 2019 lanserades en ny webbsida på samtliga av Nordnets fyra marknader, och flera uppdateringar har gjorts i webb och app med fokus på ökad kundupplevelse och stabilitet. Ett antal funktioner som förenklar för ett hållbart sparande har också implementerats under perioden. Under 2019 lanserades en ny modell för belåning av aktier och fonder, och i april 2020 breddades det svenska bolåneerbjudandet på så sätt att alla nu kan erbjudas ett förmånligt bolån, utan krav på kapital hos Nordnet.
Nordnet tilldelades under 2019 Privata Affärers pris ”Årets Småföretagarbank”, samt finska Aktiespararnas pris ”Årets Börsmäklare”. Vid årsskiftet 2019–2020 kunde den nya kontoformen osakesäästötili börja användas för handel i Finland, och Nordnet blev snabbt ledande med en marknadsandel på 75 procent. I mars 2020 nåddes milstolpen en miljon kunder, vilket innebär att Nordnet har fördubblat sin kundbas sedan 2016. Vid utgången av 2021 hade Nordnet 1,6 miljoner nordiska sparare
I januari 2021 lanserades en ny kontoform i Norge för pensionssparande vid namn Egen Pensjonskonto (EPK) dit norska sparare kan flytta sin nuvarande och tidigare tjänstepension. De lanserade även Sveriges första techindexfond. Nordnet var den första fondplattformen i Sverige att inkludera information om EU:s nya kategorier för hållbarhet i fonder. Nordnet står för att demokratisera sparande och investeringar och drev under 2021 opinion gentemot ett politiskt förslag att höja skatt på sparande. Initiativet prisades under 2022 och Nordnet vann stora kommunikationspriset i kategorin ”Bästa digitala kommunikation”.
I april 2022 fick Nordnet tillstånd av Finansinspektionen att driva fondverksamhet och har under 2022 lanserat den digitala tjänsten Nordnet One samt tre allokeringsfonder i samtliga länder där verksamhet bedrivs. Under 2022 lanserades även elektronisk handel på London Stock Exchange. 

## Affärsområden
Sparande och investeringar
Nordnets kärnverksamhet är sparande och investeringar. Bolagets kunder kan spara och investera i olika typer av värdepapper på nio marknader till låga avgifter. Bolaget erbjuder ett antal olika gränssnitt i form av webben, appen eller mer avancerade handelsapplikationer. Den mindre aktiva spararen kan även använda Nordnets digitala verktyg Nordnet One som hjälper spararen att starta ett fondsparande. Nordnet driver Nordens största sociala investeringsnätverk, Shareville, med över 300 000 medlemmar. Nordnet driver fondbolaget Nordnet Fonder AB sedan april 2022.
Pension
Nordnet erbjuder pensionssparande utan fasta avgifter med ett stort utbud av investeringsmöjligheter i Sverige, Norge och Danmark.
Lån
Nordnet erbjuder tre typer av lån – portföljbelåning, bolån och privatlån utan säkerhet. Portföljbelåning finns tillgängligt på alla de fyra marknader där Nordnet har verksamhet, och ger bolagets kunder möjlighet att belåna sina aktier och fonder och på så vis öka sina investeringar. Bolån och privatlån tillhandahålls på den svenska marknaden; det senare både under Nordnets eget varumärke samt bifirman Konsumentkredit.

## Priser och utmärkelser i urval

### 2015
- Branschbäst – Universum[38]

### 2017
- Årets bank – Privata Affärer[39]
- Årets raket – Universum[40]
- Branschbäst – Universum[41]

### 2018
- Årets sparinnovation – Privata Affärer[42]
- Årets karriärföretag – Karriärföretagen[43]
- Årets börsmäklare – Dansk Aktionærforening[44]

### 2019
- Årets småföretagarbank – Privata Affärer[23]
- Årets börsmäklare – Finska Aktiespararna[45]

### 2020
- Årets börsmäklare 2020 – Dansk Aktionærforening[46]

### 2021
- Red Dot design award i kategorin ”varumärken och kommunikation”[47]
- Årets börsmäklare 2021 – Dansk Aktionærforening[48]
- Årets Uppror – Privata Affärer[49]

### 2022
- #Rahapodi - podcast of the year i kategorin företag och organisationer – Audioland Awards[50]
- Stora Kommunikationspriset i kategorin ”Bästa digitala kommunikation”[30]
- “Trophy of the year” – Lumera[51]
- Årets Bank – Privata Affärer[52]